# (254) Augusta
(254) Augusta ist ein Asteroid des inneren Hauptgürtels, der am 31. März 1886 vom österreichischen Astronomen Johann Palisa an der Universitätssternwarte Wien bei einer Helligkeit von 13,5 mag entdeckt wurde.
Der Asteroid wurde benannt zu Ehren der Witwe von Karl Ludwig von Littrow (1811–1877), der 1842 seinem Vater Joseph Johann von Littrow (1781–1840) als Direktor der Wiener Sternwarte nachfolgte. Auguste von Littrow (1819–1890) war unter dem Pseudonym Otto August als Autorin tätig. Ihr Zuhause war eines der intellektuellen Zentren Wiens.
Aufgrund ihrer Bahneigenschaften wird (254) Augusta zur Flora-Familie gezählt.

## Wissenschaftliche Auswertung
Aus Ergebnissen der IRAS Minor Planet Survey (IMPS) wurden 1992 Angaben zu Durchmesser und Albedo für zahlreiche Asteroiden abgeleitet, darunter auch (254) Augusta, für die damals Werte von 12,1 km bzw. 0,17 erhalten wurden. Eine Auswertung von Beobachtungen durch das Projekt NEOWISE im nahen Infrarot führte 2011 zu vorläufigen Werten für den Durchmesser und die Albedo im sichtbaren Bereich von 12,1 km bzw. 0,15. Nachdem die Werte nach neuen Messungen mit NEOWISE 2012 auf 12,1 km bzw. 0,21 geändert worden waren, wurden sie 2014 auf 12,5 km bzw. 0,17 korrigiert.
Eine spektroskopische Untersuchung von 820 Asteroiden zwischen November 1996 und September 2001 am La-Silla-Observatorium in Chile ergab für (254) Augusta eine taxonomische Klassifizierung als S- bzw. Sl-Typ.
Photometrische Messungen des Asteroiden fanden erstmals statt am 6. Dezember 1975 am Observatorium Kvistaberg in Schweden. Aus der aufgezeichneten Lichtkurve wurde eine Rotationsperiode von etwa 6 h abgeleitet. Neue Beobachtungen erfolgten erst wieder während fünf Nächten vom 26. Oktober bis 25. November 2014 am Organ Mesa Observatory in New Mexico. Die dabei bestimmte Rotationsperiode bestätigte die frühere Messung mit einem verbesserten Wert von 5,8949 h.
Die Auswertung von 6 vorliegenden Lichtkurven und weiteren Daten der Lowell Photometric Database führte in einer Untersuchung von 2016 zur Erstellung eines dreidimensionalen Gestaltmodells des Asteroiden für zwei alternative Rotationsachsen mit retrograder Rotation und einer Periode von 5,89505 h. Auch die Auswertung archivierter Lichtkurven der Lowell Photometric Database ermöglichte in einer weiteren Untersuchung von 2016 mit der Methode der konvexen Inversion für ein ellipsoidisches Gestaltmodell die Bestimmung von zwei alternativen Rotationsachsen mit retrograder Rotation und einer Periode von 5,89503 h.
Eine Untersuchung von 2020 bestätigte erneut die Rotationsperiode mit 5,895 h, darüber hinaus konnte eine taxonomische Zuordnung mit einer Wahrscheinlichkeit von 18 % für einen C-Typ und 82 % für einen S-Typ angegeben werden. Aus archivierten Daten des Asteroid Terrestrial-impact Last Alert System (ATLAS) aus dem Zeitraum 2015 bis 2018 konnte in einer Untersuchung von 2022 mit der Methode der konvexen Inversion eine Rotationsperiode von 5,89501 h bestimmt werden.
Im Jahr 2023 wurde aus photometrischen Messungen von Gaia DR3 erneut ein dreidimensionales Gestaltmodell des Asteroiden für eine Rotationsachse mit retrograder Rotation und einer Periode von 5,8950 h berechnet.